# آلکساندر دا سیلوا (بازیکن فوتبال، زاده ۱۹۸۳)

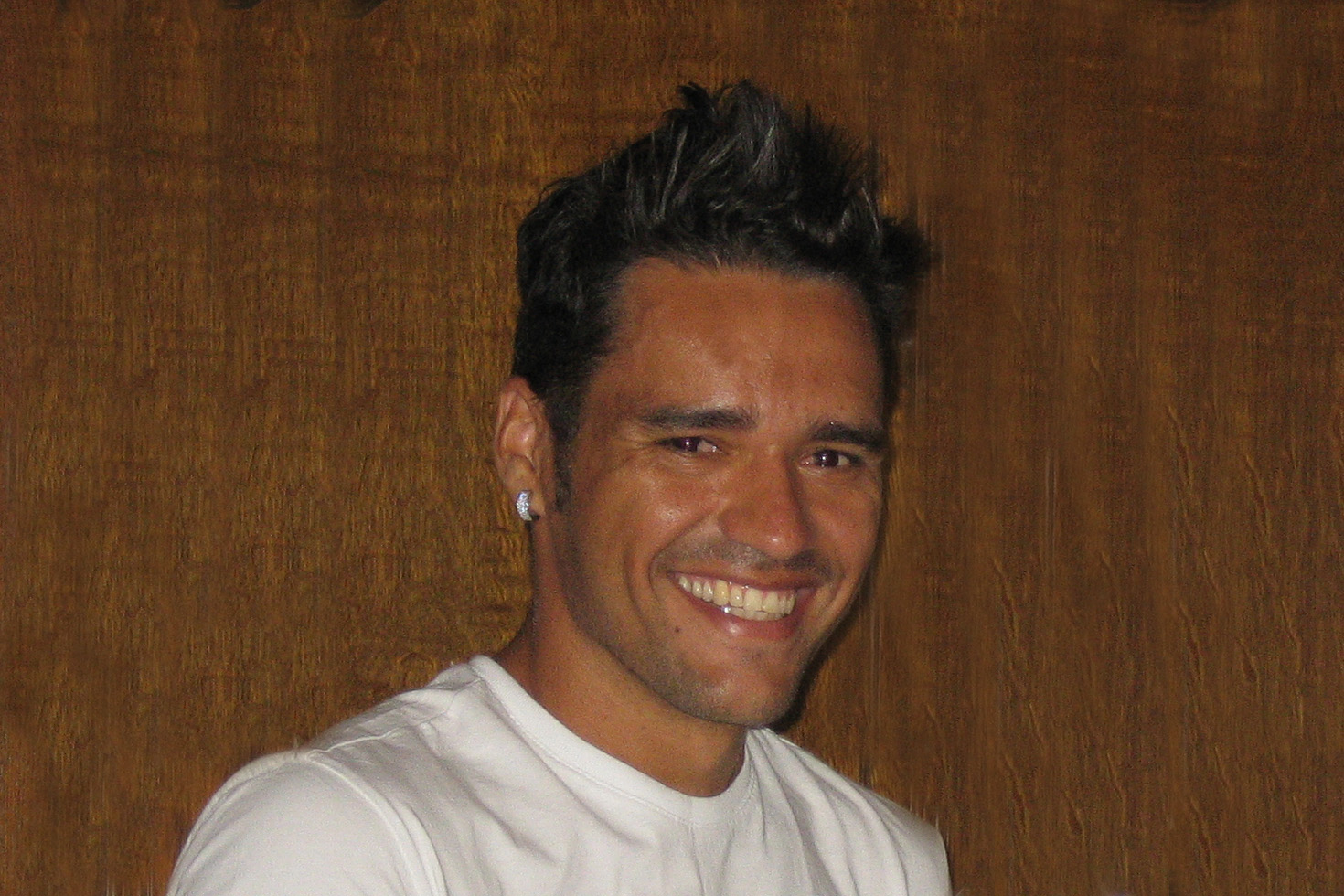

آلکساندر آفونسو دا سیلوا (به پرتغالی: Alexandre Afonso da Silva) هافبک اهل برزیل است که در شهر یوبرلاندیا، میناس گرایس و در تاریخ ۱۵ اوت ۱۹۸۳ به دنیا آمده‌است.
آلکساندر آفونسو دا سیلوا در تیم‌های فوتبال Marília سابقهٔ حضور دارد.